# Сен-Жюльен-ле-Повр
Церковь Сен-Жюльен-ле-Повр (фр. Église Saint-Julien-le-Pauvre) — парижская приходская церковь греко-католиков мелькитского толка и один из старейших и самых миниатюрных храмов Парижа. Перестроенная в готическом стиле в XIII веке, церковь располагается в Пятом округе Парижа на левом берегу реки Сена, всего лишь в 500 метрах от Музея Средневековья (Клюни), неподалёку от станции метрополитена Мобер — Мютюалите (фр. Maubert — Mutualité). К северу от церкви находится сквер Рене Вивиани.
Являясь изначально религиозным сооружением Римско-католической церкви, церковь Сен-Жюльен-ле-Повр строилась поэтапно с XII по XIX столетие и в 1889 году была передана Мелькитскому патриархату Восточнокатолических церквей. Её исходная планировка неоднократно претерпевала изменения, и здание, которое мы видим в наши дни, существенно меньше в размерах, чем первоначальное сооружение.

## Название
Церковь названа в честь двух французских средневековых святых, имеющих одинаковые имена: епископ Иулиан Ле-Манский и некая персона из исторической провинции Франции Дофине. «ле-Повр» в названии указывает на Иулиана Ле-Манского, чьё служение бедным считается образцовым.

## История

### Римско-католическая церковь

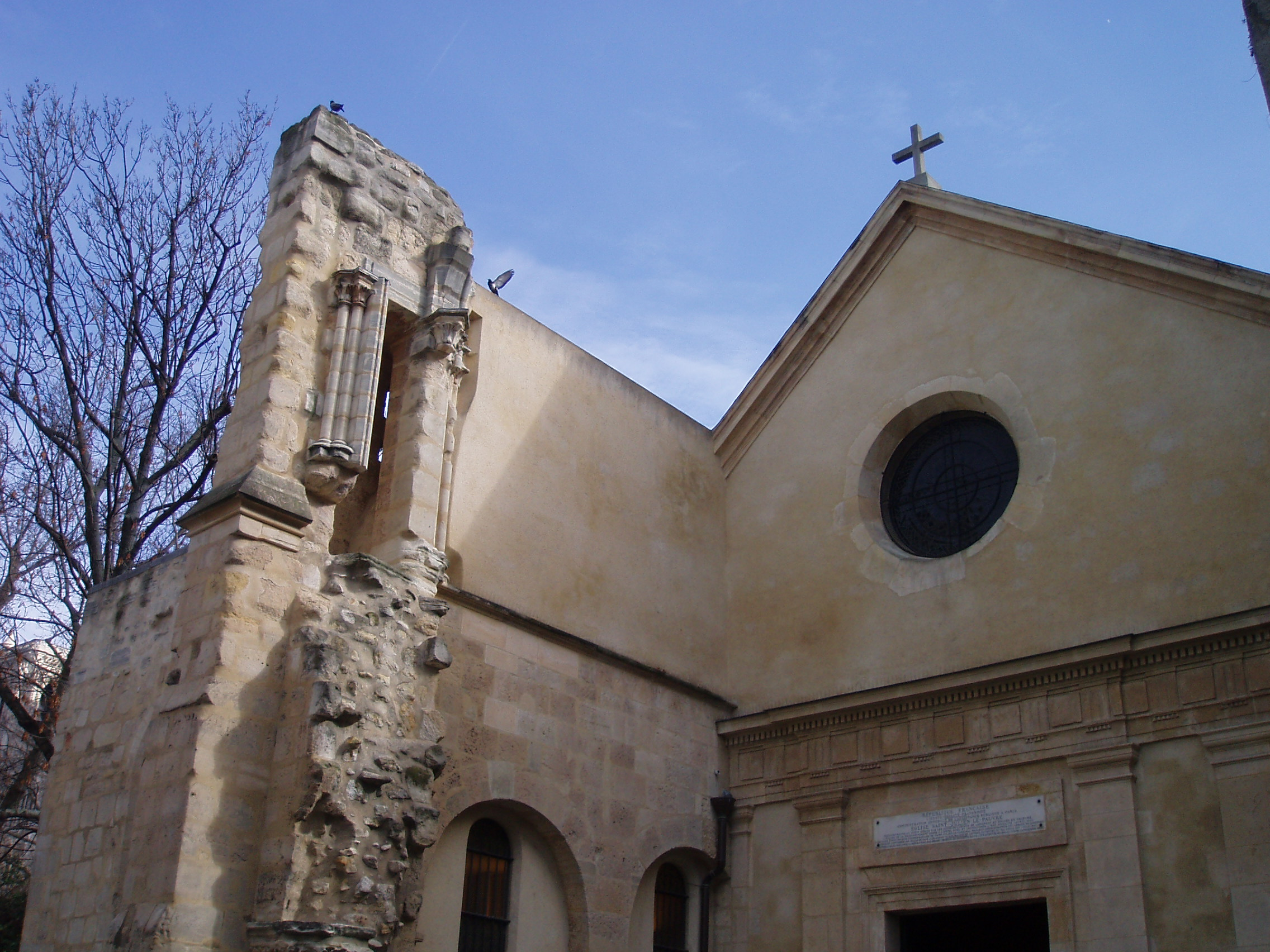
Вход в церковь

Церковь Сен-Жюльен-ле-Повр возникла на месте либо приюта паломников эпохи Меровингов, либо старой церкви, сооруженной в VI веке. Самое первое упоминание этого сооружения найдено в трудах епископа Тура Григория, жившего здесь во времена правления Хильперика I, короля Нейстрии. Она была упомянута им в 582 году в числе шести базилик Меровингов.
Возведение нового здания началось в 1165—1170 годах, под влиянием строительства либо Собора Парижской Богоматери, либо церкви Сен-Пьер-де-Монмартр. Строительство велось при поддержке монашеской общины коммуны Лонпон аббатства Клюни, чья предприимчивость позволила возвести хоры и, по всей видимости, неф (около 1210—1220 годов). Историк и летописец XVI века Этьенн Паскье отмечал, что это здание имело отношение к Парижскому Университету, поскольку в его стенах проходили собрания Факультета богословия и искусств, а после разделения факультетов, только Школы искусств. Церковь служила местом встреч для лекторов и студентов, избегавших влияния епископата того времени, и под её сводами в разное время бывали поэт Франсуа Вийон и писатель Франсуа Рабле. Здесь проповедовал Фома Аквинский.
Все строительные работы на этом раннем этапе были завершены к 1250 году.
В 1651 году, после нескольких веков небрежного отношения, пришлось снести два пролёта нефа, а также был построен северо-западный фасад; северный боковой придел был сохранён и его два пролёта использовали под ризницу. В 1653 году здание было продано парижской богадельне и больнице Отель-Дьё, и его использовали как дочернюю капеллу соседней церкви Сен-Северина. Спустя ещё более века, во времена Французской революции, здание попало в список под снос и ему был нанесён дополнительный ущерб, поскольку его использовали под склад. В 1826 году церковь Сен-Жюльен-ле-Повр была реставрирована под руководством архитектора Франца Христиана Гау и возвращена Церкви.

### Мелькитская церковь

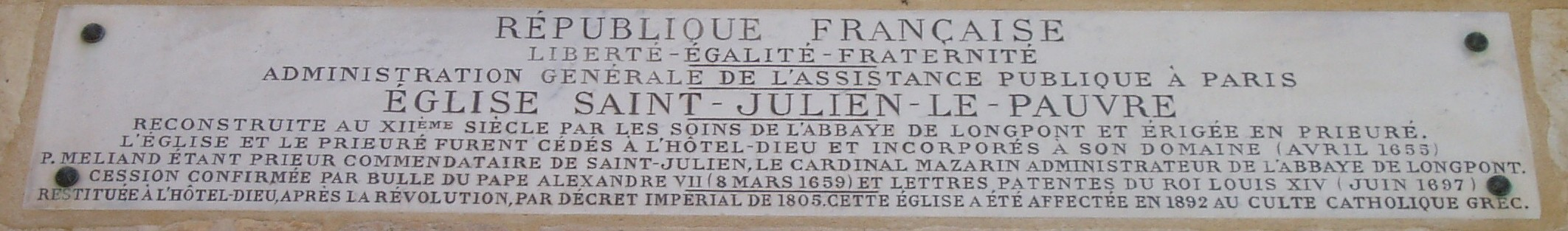
История церкви в памятной надписи времен Третьей республики

В 1889 году при Третьей республике здание церкви было передано мелькитской общине Парижа. Непосредственно перед этим были выполнены значительные реставрационные работы. Такое решение было раскритиковано жителями; к примеру, писатель Жорис Карл Гюисманс осудил внедрение нетрадиционных элементов в старинную обстановку района: «Такое навязывание Леванта в приходе Сен-Северина […] абсолютно противоречит окружающей обстановке.»

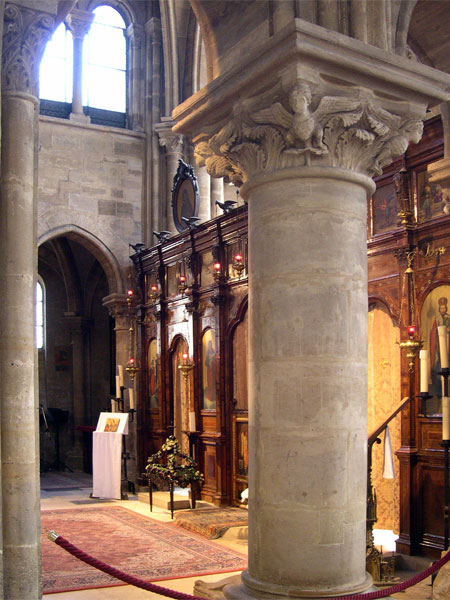
Интерьер церкви

## Архитектура
Церковь Сен-Жюльен-ле-Повр изначально была проектирована в консервативных традициях, доминировавших в эпоху правления короля Людовика VII. Единственная уцелевшая среди парижских приходов XII века, эта церковь никогда не была доведена до задуманного вначале внешнего облика: хоры должны были иметь высоту в три яруса, а верхний ряд окон, освещающих хоры представлял собой неполный трифориум; неф предполагалось накрыть шестигранными сводами, но их заменили деревянной крышей, а после XVII века — новой системой сводов; и, что касается колокольни, задуманной с южной стороны церкви, построили только ступеньки лестницы. Апсида на восточной стороне церкви была сооружена из материалов, оставшихся от прежнего здания.
Колонны в храме аналогичны колоннам из Собора Парижской Богоматери, а на капителях вырезаны изображения листвы и гарпий. Область хоров с 1900 года и до наших дней отделена от нефа иконостасом.